# Kopits György
Kopits György (külföldön használt neve George Kopits) (Budapest, 1943. június 20. –) amerikai magyar közgazdász, a Magyar Tudományos Akadémia külső tagja. 2009–2011 között a Költségvetési Tanács (KT) elnöke. Kutatási területe az állami pénzügyek.

## Pályafutása
Sebészcsalád gyermekeként született, kisgyermekként családjával emigrált a háború elől először Nyugat-Európába, majd később Argentínában élt, ahol iskoláit végezte. Végül az Amerikai Egyesült Államokba költözött. Egyetemi diplomáját 1965-ben a Georgetown Egyetemen szerezte, ami alatt egy évet asvájci Fribourgi Egyetemen is tanult. 1971-ben doktorált, szintén a Georgetown Egyetemen.
Diplomáinak megszerzése után a Brookings Intézet kutatási munkatársa, majd 1969-től az Amerikai Egyesült Államok Pénzügyminisztériumának munkatársa lett, végül 1975-ben a Nemzetközi Valutaalaphoz (IMF) szerződött. 1986-ban az IMF magyarországi főreferense lett, majd 1988-ban az Alap osztályvezetőjévé nevezték ki, közben 1990-ben a szovjet gazdasággal foglalkozó tanulmánycsoport egyik vezetőjeként is dolgozott. Magyarországgal szorosabb viszonyba 1993-ban került újra, amikor kinevezték az IMF magyarországi képviselőjévé és részt vett a Bokros-csomag felügyeletében. 1996-ig töltötte be ezt a pozíciót. Ekkor az állami pénzügyi főosztály vezetője lett, ilyen minőségében több országba küldött (Belgium, Brazília, Indonézia, Törökország, Ukrajna stb.) misszió vezetője volt.
2004-ben tért vissza Magyarországra, amikor Járai Zsigmond javaslatára a Magyar Nemzeti Bank Monetáris Tanácsának tagja lett. Ugyanebben az évben Heller Farkas-díjban részesült. 2009-ben az Országgyűlés egyhangúlag az újonnan megalakított Költségvetési Tanács elnökévé választotta. 2010-ben a Magyar Tudományos Akadémia külső tagjává választotta. 2011. január 31-én február 8-ai hatállyal lemondott a KT éléről, mivel az előző év végén a második Orbán-kormány a szervezet jogköreit megnyirbálta és apparátusát elbocsátotta.
Több cikkben bírálta a második Orbán-kormány politikáját.

### Fiskális alkoholizmus
Kopits György vezette be a nemzetközi közgazdasági irodalomba Magyarország példáján az azóta sokszor használt „fiskális alkoholizmus” fogalmát - ezt az olyan államokra használják, amelyek nem képesek leszokni az államháztartási túlköltekezésről.

### Oktatói pályafutása
1971-ben doktorált a Georgetown Egyetemen. Pénzügyi munkája mellett 1973 és 1979 között a Johns Hopkins Egyetem, 1997 és 1998 között a Sienai és a Bécsi Egyetem, ill. 2004-től a Közép-európai Egyetem (CEU) meghívott oktatója volt. Állami pénzügyekkel foglalkozott. Főbb munkáját Steven Symanskyval írta Fiscal Policy Rules címen, mely 1998-ban jelent meg. A washingtoni Woodrow Wilson International Center for Scholars szenior kutatója.

## Családja
Nős, két felnőtt gyermek édesapja.